# 은가은
은가은(본명: 김지은, 1987년 8월 26일 ~ )은 대한민국의 가수이다.

## 음반

### 싱글
- 2013년 Drop It
- 2014년 Late Bloomer 《Baby Baby》《기억하잖아》
- 2015년 《비 오는 이런 날에》
- 2015년 Never Say Goodbye''공항에 가는 날" (With 김장훈)
- 2015년 "시티헌터 ost 사랑" 리메이크, 임재범 30주년 앨범 중
- 2021년 티키타카 미스트롯2 결승노래
- 2022년 7월 19일 《당.나.귀》 (당신과 나의 만남은 귀신도 모르게)
- 2022년 12월 9일 《단 하루만》 (은가은의 부캐 기록희 를 통해 발매한 곡, 발라드)
- 2023년 3월 24일 《별리[:애별리고]》
- 2023년 4월 17일 《사랑아니》
- 2023년 5월 29일 《Dear.Lover》
- 2023년 6월 29일 《맏내딸》

### OST
- 2015년 웹 드라마 《우리 헤어졌어요》 OST Part 1
- 2015년 SBS 《달려라 장미》 OST Part 4
- 2015년 MBC 《밤을 걷는 선비》 OST Part 2
- 2015년 MBC 《엄마》 OST Part 2
- 2015년 MBC 《달콤살벌 패밀리》 OST Part 4
- 2016년 MBC 《불어라 미풍아》 OST Part 12
- 2017년 MBC 《도둑놈, 도둑님》 OST Part 5
- 2018년 KBS 《인형의 집》 OST part 3
- 2018년 KBS 《러블리호러블리 (미니시리즈) 》OST part 6

## 활동

### 예능
- 2007년 MBC 《쇼바이벌》
- 2010년 Mnet 《슈퍼스타K 2》
- 2014년 SBS 《놀라운 대회 스타킹》
- 2014년 JTBC 《백인백곡 끝까지 간다》
- 2015년 MBC 《미스터리 음악쇼 복면가왕》
- 2017년 ~ 2018년 MBC 《산골음악회》 - MC / 초청가수
- 2020년 ~ 2021년 TV조선《내일은 미스트롯2》
- 2021년 TV조선 《내일은 미스트롯2 토크 콘서트》
- 2021년 JTBC 《아는형님》 게스트 - With 미스트롯2 TOP7
- 2021년 TV조선 《내 딸 하자》
- 2021년 TV조선 《화요청백전》
- 2022년 TV조선 《아바드림》 - 기록희
- 2022년 채널A 《신랑수업》 - 이상준 편 VCR 출연
- 2021년 ~ 2023년 TV조선 《화요일은 밤이 좋아》
- 2022년 《언니들의 셰어하우스》
- 2022년 MBC ON 《트롯 챔피언》 - MC / 출연
- 2023년 MBC 《미스터리 음악쇼 복면가왕》
- 2023년 《로드Show 즐겨라 대한민국》
- 2024년  TV조선 《미스쓰리랑》- 21회 스페셜 게스트

## 교양
- 2024년 MBC 《생방송 행복드림 로또 6/45》- 1124회

### 라디오
- 2008년 SBS 러브FM 《신해철의 고스트스테이션》
- 2021년 6월 1일 ~ 2024년 3월 11일 BTN라디오 《은가은의 티키타카》
- 2024년 3월 25일 ~ 현재 KBS 제2라디오 《은가은의 빛나는 트로트》

### 기타
- 2018년 인도네시아 아시안게임 성화봉송 및 축하공연
- 출장세차 어플 당차 모델
- 2023년 대한불교조계종사회복지재단 자비나눔 홍보대사

### CF
- 마이쩐
- 페이스티켓
- 당차
- 뉴트리 디데이
- BTR골프웨어

### 드라마
- 2023년 KBS 2TV  《오아시스》 - 특별 출연

### 뮤지컬
- 2019년 ~ 2020년 《루나틱》
- 2020년 《버스크 음악극 <432Hz>》
- 2022년 《헤어드레서》